# Trogloneta denticocleari
Trogloneta denticocleari là một loài nhện trong họ Mysmenidae.
Loài này thuộc chi Trogloneta. Trogloneta denticocleari được miêu tả năm 2008 bởi Lin & S. Q. Li.